# Народное богатство
«Наро́дное бога́тство» — политико-экономическая и литературная газета, выходившая ежедневно в Санкт-Петербурге с 1862 по 1865 год. Издатель-редактор — И. П. Балабин.

## История
Первый номер «Народного богатства» был выпущен 1 ноября 1862 года.
Газета придерживалась умеренно-либерального направления. Основное внимание уделяла вопросам развития промышленности железных дорог и механизации сельского хозяйства.
В газете публиковались правительственные распоряжения, внутренние и иностранные известия, экономические статьи, сведения о промышленных и сельскохозяйственных новшествах, ценники, сообщения об изобретениях в России и за границей.
Изредка помещались очерки о жизни крестьянства и «низших» городских сословий. Показывая тяжелые условия жизни промышленных рабочих, объясняла это тем, что рабочие занимались лишь чисто механическим, неосмысленным трудом.
Большое внимание газета уделяла механизации сельского хозяйства и развитию сельской кустарной промышленности, последовательно защищала принцип частной собственности. Являясь сторонницей частного крестьянского землевладения, газета считала полезным сохранить крестьянскую общину как административную единицу. Подвергала критике либеральные издания, которые в новых общественно-политических обстоятельствах повернули в сторону реакции.
В «Народном богатстве» принимали участие А. Александров, А. И. Левитов, С. Т. Славутинский и др.